# Никола Вандов
Никола Иванов Вандов е български театрален критик.

## Биография
Роден е в София на 4 февруари 1949 г. През 1973 г. завършва физическия факултет на Софийския университет, а през 1982 г. театрознание във ВИТИЗ „Кръстьо Сарафов“. През 1978-1980 г. е отговорен редактор на списание „Театрална библиотека“. От 1980 г. е специалист, а от 1982 г. е главен специалист в Държавно обединение „Театър“ към Комитета за култура. В 1986-1991 г. завежда литературното бюро в Държавния сатиричен театър. През 1990-1992 г. е главен редактор на списание „Театър“, същевременно с това е главен експерт в отдел „Театър“ и директор на Национален център за театър. От 1992 до 2005 г. е редактор във вестник „Култура“. От 2005 г. завежда служба „Документация“ в Народен театър „Иван Вазов“.